# Єзьора-Велике
Єзьора-Велике (пол. Jeziora Wielkie, нім. Groß See) — село в Польщі, у гміні Єзьора-Великі Моґіленського повіту Куявсько-Поморського воєводства.
Населення — 663 особи (2011).
У 1975-1998 роках село належало до Бидгощського воєводства.

## Демографія
Демографічна структура станом на 31 березня 2011 року:
|          | Загалом | Допрацездатний вік | Працездатний вік | Постпрацездатний вік |
| -------- | ------- | ------------------ | ---------------- | -------------------- |
| Чоловіки | 317     | 72                 | 222              | 23                   |
| Жінки    | 346     | 70                 | 205              | 71                   |
| Разом    | 663     | 142                | 427              | 94                   |